# Xiangshan (köping i Kina, Inre Mongoliet)
Xiangshan (kinesiska: 香山, 香山镇) är en köping i Kina. Den ligger i den autonoma regionen Inre Mongoliet, i den norra delen av landet, omkring 840 kilometer nordost om regionhuvudstaden Hohhot. Antalet invånare är 18567. Befolkningen består av 9 081 kvinnor och 9 486 män. Barn under 15 år utgör 17,0 %, vuxna 15-64 år 76 %, och äldre över 65 år 6,0 %.
Genomsnittlig årsnederbörd är 536 millimeter. Den regnigaste månaden är juni, med i genomsnitt 144 mm nederbörd, och den torraste är januari, med 3 mm nederbörd.